# Heilig-Geist-Kirche (Jessen)

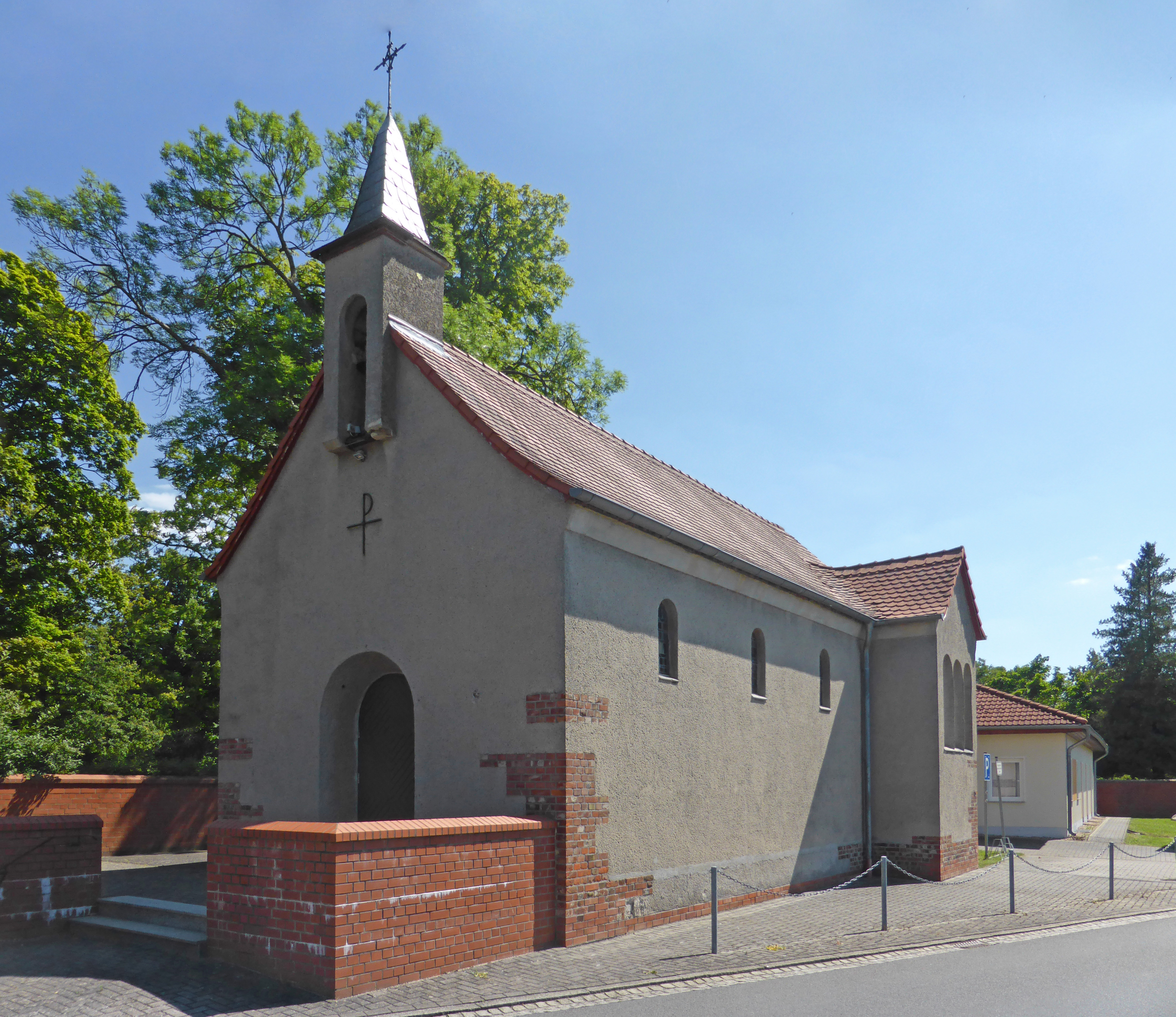
Heilig-Geist-Kirche von Nordwesten

Die Heilig-Geist-Kirche ist die römisch-katholische Kirche in Jessen (Elster), einer Stadt im Landkreis Wittenberg im Osten von Sachsen-Anhalt. Das nach dem Heiligen Geist benannte Gotteshaus, das teilweise auch als Kapelle bezeichnet wird, gehört zur Pfarrei St. Marien mit Sitz in der Lutherstadt Wittenberg im Bistum Magdeburg.

## Geschichte
Durch die im 16. Jahrhundert eingeführte Reformation wurde die Bevölkerung von Jessen, das damals zum Bistum Brandenburg gehörte, lutherisch.
Nachdem sich wieder Katholiken in Jessen niedergelassen hatten, wurde 1934 durch den Pfarrvikar der Allerheiligen-Kirche in Falkenberg/Elster der Bauplatz für die Kirche erworben. 1935 begann der Bau der Kirche, die am 26. Dezember 1935 ihre Benediktion erhielt. Von 1936 bis 1939 wurde die Kirche von Seelsorgern aus Torgau betreut, von Dezember 1939 an übten Geistliche aus Wittenberg die Seelsorge an der Kirche aus.
Da sich durch die Flucht und Vertreibung Deutscher aus Mittel- und Osteuropa die Zahl der Katholiken in Jessen ab Mitte 1945 stark erhöht hatte, bekam Jessen mit Pfarrer Josef Volkmer einen eigenen Geistlichen. Am 22. August 1945 wurde er als außerordentlicher Vikar der Herz-Jesu-Kirche in Bad Liebenwerda mit Sitz in Jessen ernannt, womit in Jessen eine katholische Gemeinde gegründet wurde. Die katholische Gemeinde wurde später zur Kuratie und schließlich 1957 zur Pfarrvikarie (Filialkirchengemeinde) der Pfarrei Bad Liebenwerda erhoben und gehörte damit zum Dekanat Torgau. Zum 1. April 1959 schied die Pfarrvikarie Jessen aus der Pfarrei Bad Liebenwerda aus und wechselte zur Pfarrei Corpus Christi in Herzberg (Elster).
1953 war im Schloßweg ein Haus als Pfarrhaus angekauft worden, zuvor wohnten die Geistlichen von Jessen in einer unweit der Kirche gelegenen Dachkammer. Zur Pfarrvikarie Jessen gehörten 1978 noch 735 Katholiken, bis 2007 war ihre Zahl auf rund 340 abgesunken. Zur Errichtung einer Pfarrei kam es in Jessen nicht.
1985 erfolgte die Gründung des Pfarrverbandes Annaburg, zu dem neben der Pfarrei Annaburg auch die Pfarrvikarien Holzdorf und Jessen gehörten. Infolge der Strukturreform des Bistums bilden seit dem 2. Mai 2010 die Pfarrgemeinden in Annaburg, Bad Schmiedeberg, Elster, Jessen, Kemberg, Piesteritz, Wittenberg und Zahna die gemeinsame Pfarrei St. Marien, Wittenberg, deren zentrale Pfarrkirche die Unbefleckte-Empfängnis-Kirche ist. Die Pfarrvikarie Jessen wurde in diesem Zusammenhang aufgelöst. Am 16. Januar 2011 weihte Bischof Gerhard Feige in Jessen ein neuerbautes Gemeindehaus ein, das neben der Heilig-Geist-Kirche errichtet worden war. In den letzten Jahren vor der Auflösung der Dekanatsstrukturen im Bistum Magdeburg am 1. September 2023 gehörte Jessen zum Dekanat Dessau.

## Lage, Architektur und Ausstattung

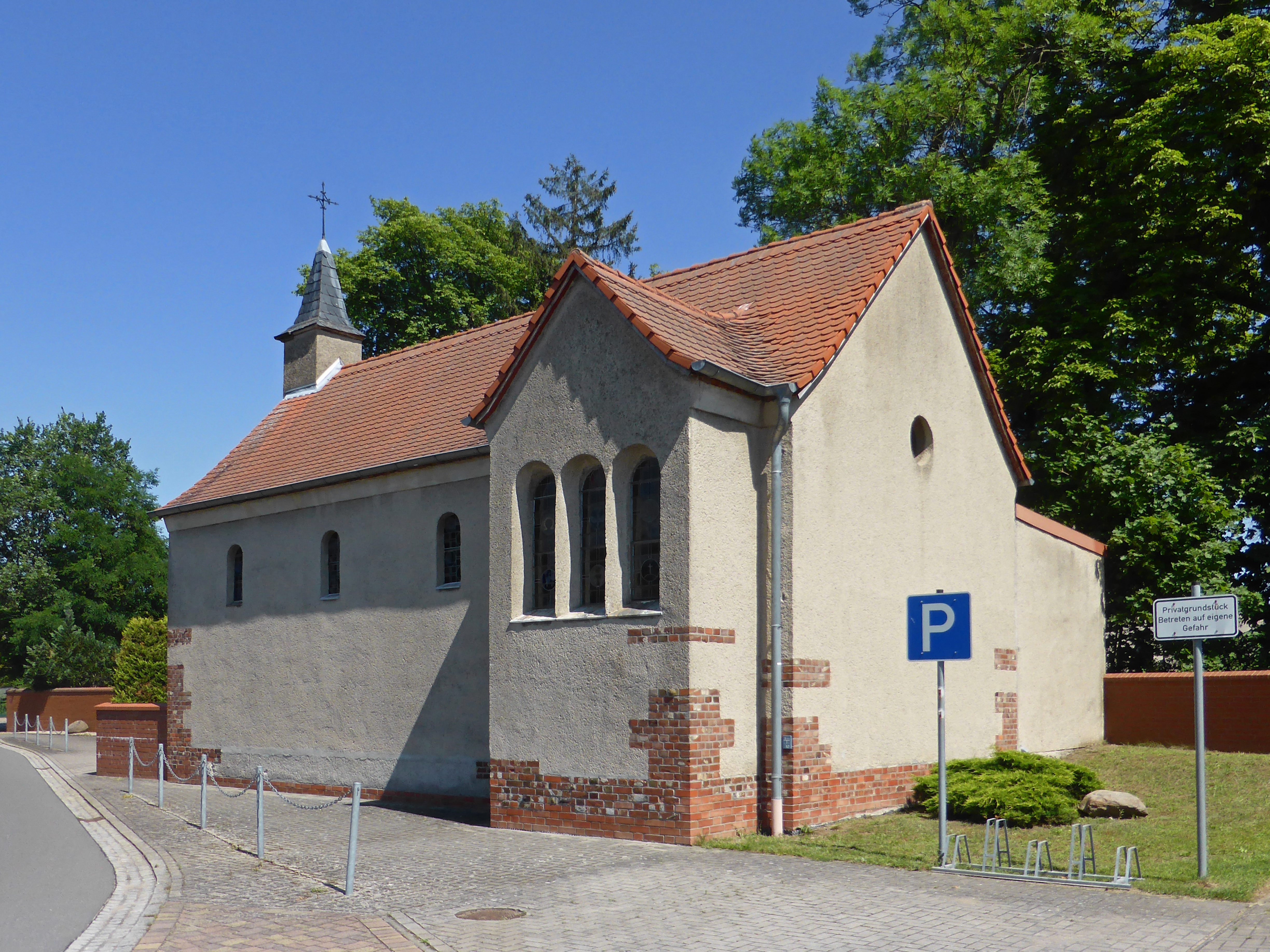
Kirche von Südwesten

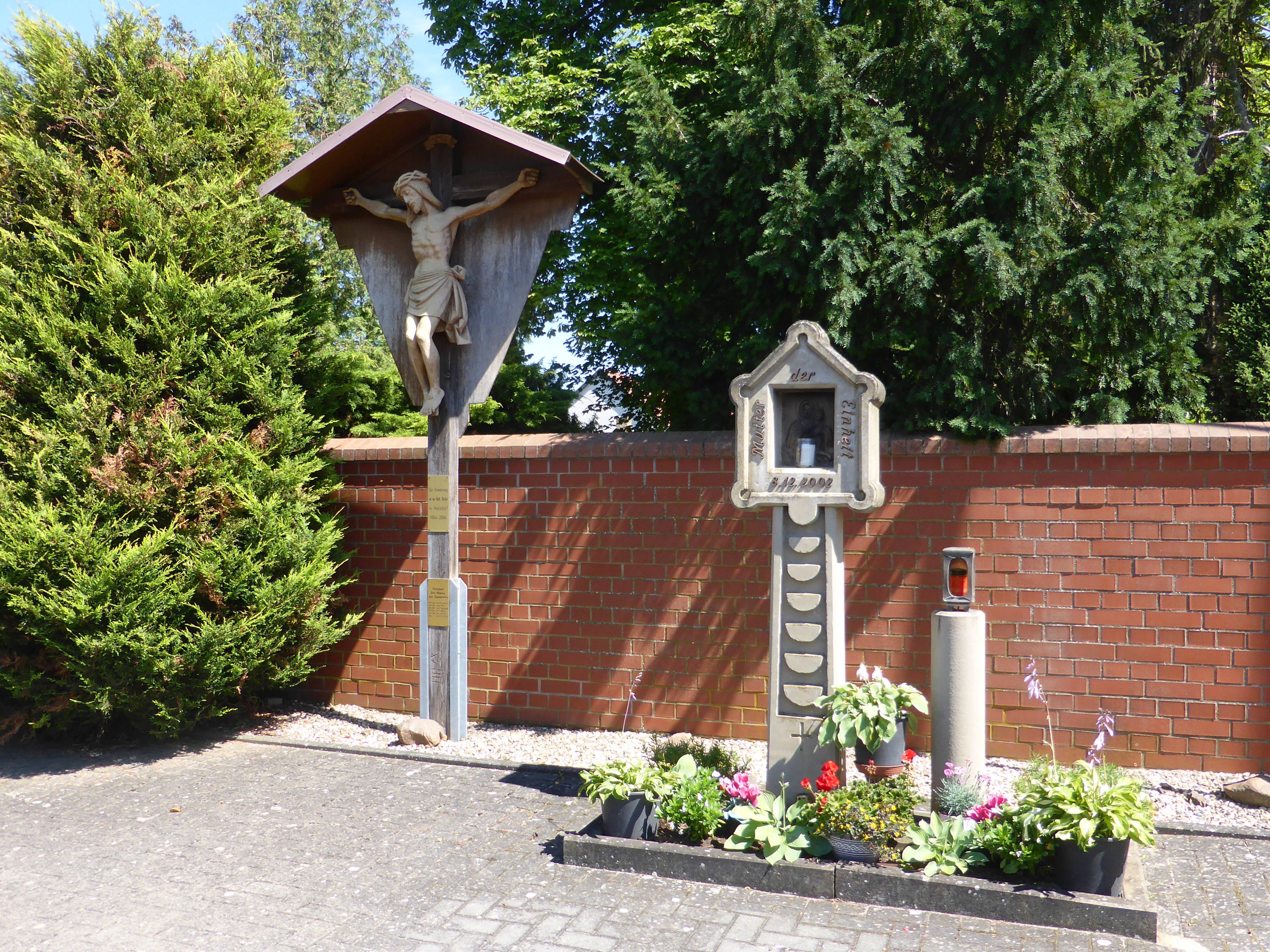
Wegkreuz und Bildstock

Die kleine Kirche, ein Putzbau auf Klinkersockel, steht neben dem evangelischen Friedhof auf dem Grundstück Hospitalstraße 4. Sie entstand nach Entwürfen des Architekten Johannes Reuter aus Bitterfeld. Das Kirchenschiff ist mit einem Satteldach eingedeckt, auf dem sich ein kleiner kreuzbekrönter Dachreiter mit einer Glocke erhebt. Die Sakristei wurde später angebaut, sonst zeigt sich die Kirche noch im ursprünglichen Bauzustand.
Das Gotteshaus wird durch ein Portal an der Nordostseite erschlossen, der Innenraum wird durch eine Flachdecke abgeschlossen. An den Seitenwänden des Kirchenschiffes hängen die Kreuzwegstationen. Die links und rechts vom Altarraum befindlichen Statuen stellen Josef und Maria dar. An der Rückwand des Altarraumes hängt ein Kruzifix, in die Wand ist auch der Tabernakel eingelassen. Der schlichte Altar ist aus Holz gefertigt.
Vor der Kirche stehen ein Wegkreuz und ein Bildstock. Das Wegkreuz erinnert an die katholische Kirche in Holzdorf, die von 1954 bis 2004 bestand, und an deren Seelsorger. Der Bildstock ist ein Geschenk aus dem Bistum Mainz und wurde am 8. Dezember 2002, dem Fest Unbefleckte Empfängnis, durch Pfarrer Gerhard Ernst eingeweiht. Das Bild ist eine Kopie des Gnadenbildes Zuflucht der Sünder der Schönstattbewegung. Die fünfeckige Form des Bildstocks steht für Jesus Christus und die vier Evangelisten. Ein zweiter, gleichartiger Bildstock wurde am selben Tag in Annaburg eingeweiht.